# Francesco Friedrich
Francesco Friedrich (Pirna, RDA, 2 de mayo de 1990) es un deportista alemán que compite en bobsleigh en las modalidades doble y cuádruple; cuatro veces campeón olímpico.
Participó en tres Juegos Olímpicos de Invierno, entre los años 2014 y 2022, obteniendo en total cuatro medallas de oro, dos en Pyeongchang 2018, en las pruebas doble (junto con Thorsten Margis) y cuádruple (con Candy Bauer, Martin Grothkopp y Thorsten Margis), y dos en Pekín 2022, en el doble (con Thorsten Margis) y en el cuádruple (con Thorsten Margis, Candy Bauer y Alexander Schüller).
Ganó veintiuna medallas en el Campeonato Mundial de Bobsleigh entre los años 2011 y 2025, y diecinueve medallas en el Campeonato Europeo de Bobsleigh entre los años 2013 y 2025.

## Palmarés internacional
| Juegos Olímpicos   | Juegos Olímpicos             | Juegos Olímpicos  | Juegos Olímpicos |
| Año                | Lugar                        | Medalla           | Prueba           |
| ------------------ | ---------------------------- | ----------------- | ---------------- |
| 2018               | Pyeongchang (Corea del Sur)  | Medalla de oro    | Doble            |
| 2018               | Pyeongchang (Corea del Sur)  | Medalla de oro    | Cuádruple        |
| 2022               | Pekín (China)                | Medalla de oro    | Doble            |
| 2022               | Pekín (China)                | Medalla de oro    | Cuádruple        |
| Campeonato Mundial |                              |                   |                  |
| Año                | Lugar                        | Medalla           | Prueba           |
| 2011               | Königssee (Alemania)         | Medalla de oro    | Equipo           |
| 2013               | Sankt Moritz (Suiza)         | Medalla de oro    | Doble            |
| 2013               | Sankt Moritz (Suiza)         | Medalla de plata  | Equipo           |
| 2015               | Winterberg (Alemania)        | Medalla de oro    | Doble            |
| 2015               | Winterberg (Alemania)        | Medalla de oro    | Equipo           |
| 2016               | Igls (Austria)               | Medalla de oro    | Doble            |
| 2016               | Igls (Austria)               | Medalla de plata  | Cuádruple        |
| 2017               | Königssee (Alemania)         | Medalla de oro    | Doble            |
| 2017               | Königssee (Alemania)         | Medalla de oro    | Cuádruple        |
| 2019               | Whistler (Canadá)            | Medalla de oro    | Doble            |
| 2019               | Whistler (Canadá)            | Medalla de oro    | Cuádruple        |
| 2020               | Altenberg (Alemania)         | Medalla de oro    | Doble            |
| 2020               | Altenberg (Alemania)         | Medalla de oro    | Cuádruple        |
| 2021               | Altenberg (Alemania)         | Medalla de oro    | Doble            |
| 2021               | Altenberg (Alemania)         | Medalla de oro    | Cuádruple        |
| 2023               | Sankt Moritz (Suiza)         | Medalla de oro    | Cuádruple        |
| 2023               | Sankt Moritz (Suiza)         | Medalla de plata  | Doble            |
| 2024               | Winterberg (Alemania)        | Medalla de oro    | Doble            |
| 2024               | Winterberg (Alemania)        | Medalla de oro    | Cuádruple        |
| 2025               | Lake Placid (Estados Unidos) | Medalla de oro    | Doble            |
| 2025               | Lake Placid (Estados Unidos) | Medalla de oro    | Cuádruple        |
| Campeonato Europeo |                              |                   |                  |
| Año                | Lugar                        | Medalla           | Prueba           |
| 2013               | Igls (Austria)               | Medalla de bronce | Doble            |
| 2014               | Königssee (Alemania)         | Medalla de bronce | Cuádruple        |
| 2015               | La Plagne (Francia)          | Medalla de oro    | Doble            |
| 2015               | La Plagne (Francia)          | Medalla de bronce | Cuádruple        |
| 2017               | Winterberg (Alemania)        | Medalla de oro    | Doble            |
| 2018               | Igls (Austria)               | Medalla de oro    | Doble            |
| 2018               | Igls (Austria)               | Medalla de plata  | Cuádruple        |
| 2019               | Königssee (Alemania)         | Medalla de oro    | Doble            |
| 2019               | Königssee (Alemania)         | Medalla de bronce | Cuádruple        |
| 2020               | Winterberg (Alemania)        | Medalla de plata  | Cuádruple        |
| 2021               | Winterberg (Alemania)        | Medalla de oro    | Doble            |
| 2021               | Winterberg (Alemania)        | Medalla de oro    | Cuádruple        |
| 2022               | Sankt Moritz (Suiza)         | Medalla de oro    | Doble            |
| 2022               | Sankt Moritz (Suiza)         | Medalla de plata  | Cuádruple        |
| 2023               | Altenberg (Alemania)         | Medalla de plata  | Cuádruple        |
| 2023               | Altenberg (Alemania)         | Medalla de bronce | Doble            |
| 2024               | Innsbruck (Austria)          | Medalla de oro    | Cuádruple        |
| 2025               | Lillehammer (Noruega)        | Medalla de oro    | Doble            |
| 2025               | Lillehammer (Noruega)        | Medalla de plata  | Cuádruple        |